# France Brevets
France Brevets (FB) était un fonds d'investissement en propriété intellectuelle, créé par l'État français, l'Agence nationale de la recherche (ANR) et la Caisse des dépôts et consignations. L'entité a été créée le 9 juin 2011 sous la forme d'une société par actions simplifiée. Elle était dotée de 50 millions d'euros. Ce capital sera par la suite porté à 100 millions. Son activité était de négocier les droits des brevets dont elle a la charge. Elle pouvait notamment rassembler des brevets, afin de proposer une offre cohérente aux preneurs, ou encore chercher des domaines d'utilisation nouveaux. Elle s’intégrait dans la politique publique française dite des pôles de compétitivité, afin de soutenir l'activité industrielle du pays.
Devant le manque de rentabilité de la structure, pointé à plusieurs reprises par la cour des comptes, l’État français a demandé l’arrêt de l'activité de France Brevets, décision entérinée le 20 octobre 2022 par le conseil d'administration.

## Missions et services
France Brevets a pour missions de protéger et valoriser les sociétés innovantes françaises. Pour cela, elle a développé plusieurs activités centrées sur la propriété intellectuelle.

### Licences
À travers des programmes de licences, France Brevets monétise des portefeuilles de brevets matures de sociétés Françaises. À titre d'exemple, à travers le programme "NFC", France Brevets a valorisé le portefeuille de brevets de la société Inside Secure portant sur des technologies NFC, via des licences à des fabricants de smartphones tels que HTC, LG, Sony et Samsung.

### LaFabrique à brevets
Le programme Fabrique à brevets a pour but de permettre aux start-ups et PME de constituer des portefeuilles de brevets, via un accompagnement stratégique et une offre d'avance remboursable. Dans ce programme, France Brevets propose aux sociétés :
- une expertise stratégique complémentaire de celle des conseils en propriété industrielle (qui sont impliqués comme partenaires indispensables dans ce processus, notamment sur les phases de remue-méninges, de rédaction, de dépôt des brevets et de suivi des procédures), qui porte sur les brevets éventuellement existants et sur ceux qui devraient être déposés ;
- le dépôt de nouveaux brevets afin de constituer ou consolider le portefeuille ;
- l'avance des frais associés à ces prestations, avec un remboursement à échéance.

L'objectif de ce programme est notamment de doter les start-ups et PME innovantes d'une vision et d'une stratégie en propriété industrielle, ainsi que d'un portefeuille de brevets, sans qu'elles n'en aient la charge financière avant d'avoir pu générer des revenus substantiels, ou d'avoir levé des fonds auprès d'investisseurs.

## Critiques
France Brevets est critiqué pour avoir une activité de type « patent troll », et attaque en justice des sociétés comme le taïwanais HTC ou le coréen LG, sans production industrielle.
De plus, l'octroi de subventions publiques accordées à une SAS seraient contraire à l'article 107 du traité sur le fonctionnement de l'Union européenne (TFUE), et donc le statut même de France Brevets serait illégal.